# Manuel García Arévalo
Manuel Antonio García Arévalo (Santo Domingo, 1948) llamado Manolito por sus conocidos es un Empresario dominicano, Historiador, Escritor y el último Ministro de Industria y Comercio de la República Dominicana del gobierno de Leonel Fernández (2008-2012). Actualmente se desempeña como miembro de la Junta Monetaria del Banco Central de la República Dominicana.

## Biografía
Realizó estudios de Administración de Empresas en la Universidad APEC e idiomas en Universidad de Míchigan en Estados Unidos. Obtuvo el título de Licenciado en Historia, en la Universidad Católica Santo Domingo (UCSD) y realizó diversos cursos especializados en Arqueología y Antropología en otras instituciones académicas.
Como empresario es presidente ejecutivo de Embotelladora Dominicana (Productores de Pepsi y sus derivados) y ha desempeñado posiciones directivas en la Asociación de Industrias de la República Dominicana y la Asociación de Industrias de Bebidas Gaseosas. Fue miembro del Consejo Directivo del Banco de Reservas, miembro de la Junta Monetaria del Banco Central de la República Dominicana y de la Oficina de Patrimonio Cultural.
Como historiador se ha distinguido en la investigación socio-histórica y arqueológica. En 1971 creó la Fundación García Arévalo que patrocina la Sala de Arte Prehispánico que ha publicado más de 60 libros.

## Obras
Es autor y coautor de más de 20 obras y decenas de trabajos en revistas especializadas y publicaciones periódicas entre los que se destacan:
- Las espátulas vómicas sonajeras de la cultura taína (1976).
- Arte taíno de la República Dominicana (1977)
- Cimarrón (1979),

(coautor con José Juan Arrom) La inmigración española y la fundación de la Casa de España en Santo Domingo (1987)
- Indigenismo, Arqueología e identidad nacional (1988)
- El carnaval en Santo Domingo (1989)
- Antología del merengue (1989) y Artesanía dominicana (1991), coautor con José del Castillo Pichardo
- Pueblos y políticas en el Caribe Amerindio.
- El indigenismo dominicano 1990
- Dimensión y perspectiva del Quinto Centenario del Descubrimiento de América (1992)
- La independencia nacional de la República Dominicana (1992) coautor con Juan Daniel Balcácer
- Santo Domingo en ocasión del Quinto Centenario (1993)
- El arte taíno y la identidad nacional dominicana (1999)
- El ayuno del behique y el simbolismo ritual del esqueleto (2001)
- Los taínos en los apuntes de Cristóbal Colón (2003)
- La frontera tipológica entre los objetos líticos de la cultura taína (2005).[8]

Es miembro del Consejo Directivo del Museo del Hombre Dominicano; académico de número de la Academia de Ciencias de la República Dominicana; miembro emérito del Instituto Dominicano de Genealogía; miembro de número y actual tesorero de la Junta Directiva 2010-2013 de esta Academia Dominicana de la Historia. También es miembro de la Academia Dominicana de Genealogía y Heráldica.

## Vida política
No es un político ni miembro activo de ninguna organización, sin embargo, su amigo, el entonces presidente Leonel Fernández, le solicitó que ocupase el cargo de ministro del Ministerio de Industria y Comercio de la República Dominicana el cual aceptó en un momento de tensiones que se vivían en el país con el tema de los precios de los Hidrocarburos.